# Vera C. Bushfield

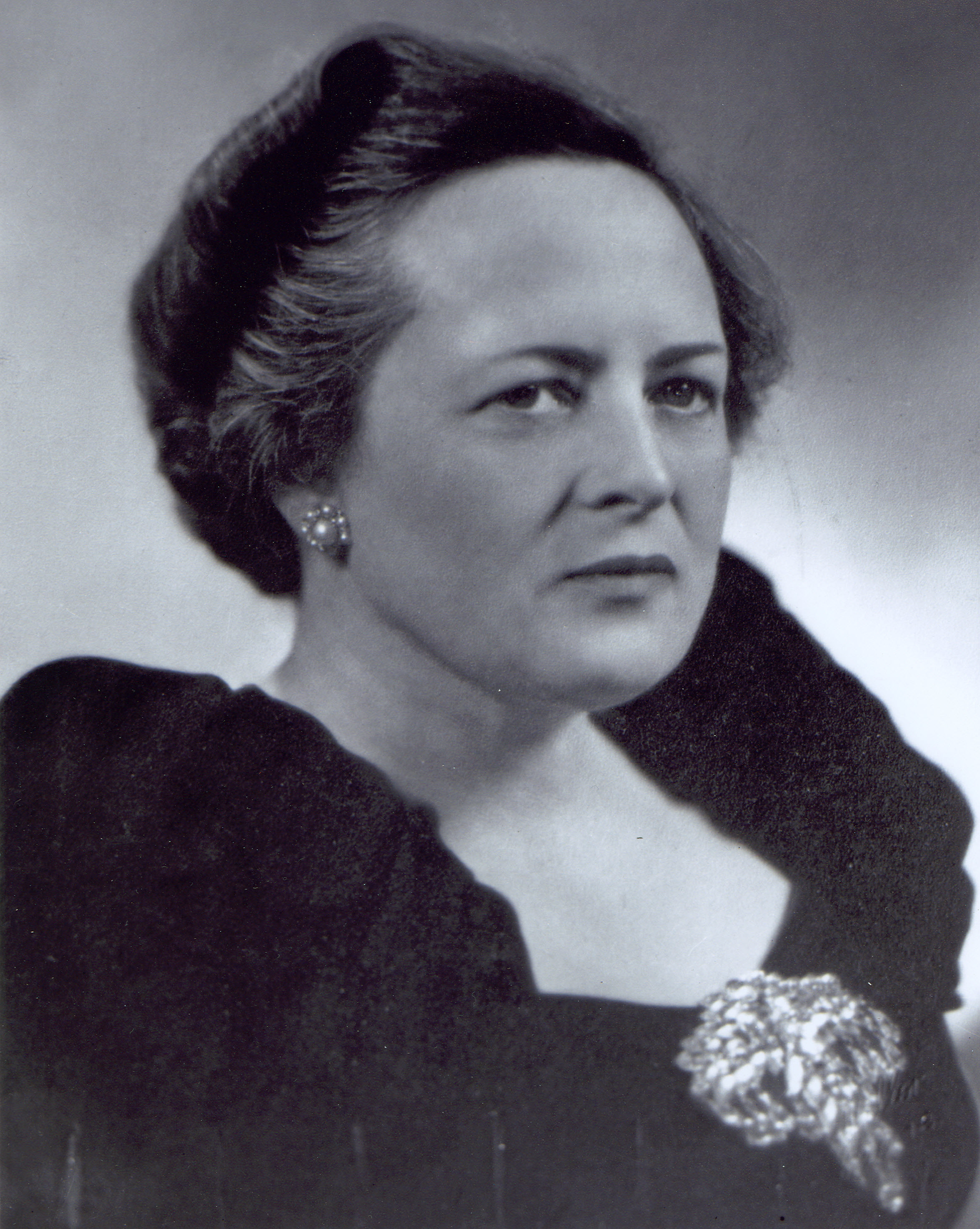
Senator Vera Bushfield

Vera Cahalan Bushfield, född 9 augusti 1889 i Miller, South Dakota, död 16 april 1976 i Fort Collins, Colorado, var en amerikansk republikansk politiker. Hon representerade delstaten South Dakota i USA:s senat från 6 oktober till 28 december 1948.
Hon utexaminerades 1912 från Stout Institute (numera University of Wisconsin-Stout). Hon studerade också vid Dakota Wesleyan University och University of Minnesota. Vera Cahalan gifte sig 15 april 1912 med Harlan J. Bushfield. Paret fick tre barn: Mary Janeth, John Pearson och Harlan J., Jr. Maken Harlan var guvernör i South Dakota 1939-1943 och därefter senator.
Vera C. Bushfield blev utnämnd till senaten efter att Harlan J. Bushfield 1948 avled i ämbetet. Hon kandiderade inte till en hel mandatperiod. Hon avgick några dagar innan makens mandatperiod officiellt skulle ha slutat och efterträddes som senator av Karl Earl Mundt.
Bushfields grav finns på GAR Cemetery i Miller, South Dakota. Hon var presbyterian.